# USS Spruance (DDG-111)
USS Spruance (DDG-111) — ескадрений міноносець КРО типу «Арлі Берк» ВМС США, серії IIa з 127/62-мм АУ. шістдесят перший корабель цього типу в складі ВМС США, будівництво яких було схвалено Конгресом США.

## Назва
Корабель отримав назву на честь Реймонда Еймса Спрюенса (3 липня 1886 — 13 грудня 1969) — американського адмірала періоду Другої світової війни, випускника військово-морської академії США 1906 року.

## Будівництво
Корабель побудовано на корабельні Bath Iron Works (BIW) яка розташована на річці Кеннебек у Баті, штат Мен. Вартість будівництва склала 1 мільярд доларів. Офіційна церемонія закладки корабля відбулась 14 травня 2009 року, спуск на воду — 6 червня 2010 року. Хрещеною матір'ю судна стала внучка адмірала Еллен Спрюєнс Холшер. 1 жовтня 2011 корабель був прийнятий до складу ВМС США.
Есмінець був оснащений новітніми технологіями. Він був першим з есмінців ВМС США, який оснащений мультиплексною системою даних Gigabit Ethernet (GEDMS), виготовленою компанією Boeing. GEDMS забезпечує основу Інтернет-протоколу (IP) для відео та послуг передачі даних на судні.  Капітанський місток оснащений сенсорним управлінням екрану замість датчиків.

## Бойова служба
Корабель активно експлуатується у розгортаннях в зоні відповідальності 5-го і 7-го флотів ВМС США.